# Skietshoaivi
Skietshoaivi är ett berg i Finland.   Det ligger i den ekonomiska regionen Norra Lappland och landskapet Lappland, i den norra delen av landet, 1 000 km norr om huvudstaden Helsingfors. Toppen på Skietshoaivi är 540 meter över havet, eller 149 meter över den omgivande terrängen. Bredden vid basen är 3,7 km.
Terrängen runt Skietshoaivi är platt söderut, men norrut är den kuperad.  Trakten runt Skietshoaivi är nära nog obefolkad, med mindre än två invånare per kvadratkilometer. Det finns inga samhällen i närheten. Omgivningarna runt Skietshoaivi är i huvudsak ett öppet busklandskap.